# طواف بريطانيا 2015
طواف بريطانيا (بالإنجليزية: 2015 Tour of Britain)‏ هو سباق دراجات هوائية أقيم بتاريخ 6–13 سبتمبر 2015، تكون السباق من 8 مراحل وامتدّ لمسافة 1451 كم، استغرق السباق 34 ساعة 52 دقيقة 52 ثانية. فاز به النرويجي إيدفالد بواسون هاغن.

## الترتيب
| م                     | الدرّاج              | البلد   | الزمن                     |
| --------------------- | ------------------- | ------- | ------------------------- |
| الفائز بالترتيب العام | إيدفالد بواسون هاغن | النرويج | 34 ساعة 52 دقيقة 52 ثانية |

## وصلات خارجية
- طواف بريطانيا 2015 على موقع إحصائيات الدراجات الإحترافية (الإنجليزية)